# Coleophora parenthella
Coleophora parenthella é uma espécie de mariposa do gênero Coleophora pertencente à família Coleophoridae.